# Tour Down Under
A Tour Down Under egy országútikerékpár-verseny Dél-Ausztráliában. A versenyt minden év januárjában rendezik meg, és része az UCI World Tour-nak. 2021-ben és 2022-ben a COVID-19 járvány miatt nem kerül megrendezésre a verseny. 

## Trikók
- Az összetett verseny győztese:
- Hegyi pontverseny győztese:
- Sprintverseny győztese:
- Legjobb fiatal versenyző:
- Legjobb csapat:

## Dobogósok
| Év   | Győztes           | Második             | Harmadik           |         |
| ---- | ----------------- | ------------------- | ------------------ | ------- |
| 1999 | Stuart O'Grady    | Jesper Skibby       | Magnus Bäckstedt   |         |
| 2000 | Gilles Maignan    | Stuart O'Grady      | Steffen Wesemann   |         |
| 2001 | Stuart O'Grady    | Kai Hundertmarck    | Fabio Sacchi       |         |
| 2002 | Michael Rogers    | Alekszandr Bocsarov | Patrick Jonker     |         |
| 2003 | Mikel Astarloza   | Lennie Kristensen   | Stuart O'Grady     |         |
| 2004 | Patrick Jonker    | Robbie McEwen       | Baden Cooke        |         |
| 2005 | Luis León Sánchez | Allan Davis         | Stuart O'Grady     |         |
| 2006 | Simon Gerrans     | Luis León Sánchez   | Robbie McEwen      |         |
| 2007 | Martin Elmiger    | Karl Menzies        | Lars Bak           |         |
| 2008 | André Greipel     | Allan Davis         | José Joaquín Rojas |         |
| 2009 | Allan Davis       | Stuart O'Grady      | José Joaquín Rojas |         |
| 2010 | André Greipel     | Luis León Sánchez   | Greg Henderson     |         |
| 2011 | Cameron Meyer     | Matthew Goss        | Ben Swift          |         |
| 2012 | Simon Gerrans     | Alejandro Valverde  | Tiago Machado      |         |
| 2013 | Tom-Jelte Slagter | Javier Moreno       | Geraint Thomas     |         |
| 2014 | Simon Gerrans     | Cadel Evans         | Diego Ulissi       |         |
| 2015 | Rohan Dennis      | Richie Porte        | Cadel Evans        |         |
| 2016 | Simon Gerrans     | Richie Porte        | Sergio Henao       |         |
| 2017 | Richie Porte      | Esteban Chaves      | Jay McCarthy       |         |
| 2018 | Daryl Impey       | Richie Porte        | Tom-Jelte Slagter  |         |
| 2019 | Daryl Impey       | Richie Porte        | Wout Poels         |         |
| 2020 | Richie Porte      | Diego Ulissi        | Simon Geschke      |         |
| 2021 | törölve           | törölve             | törölve            | törölve |
| 2022 | törölve           | törölve             | törölve            | törölve |
| 2023 | Jay Vine          | Simon Yates         | Pello Bilbao       |         |
| 2024 | Stephen Williams  | Jhonatan Narvaez    | Isaac Del Toro     |         |
| 2025 | Jhonatan Narvaez  | Javier Romo         | Finn Fisher-Black  |         |

## Külső hivatkozások
- Hivatalos honlap